# Hirsch-Dunckersche Gewerkvereine
Die Hirsch-Dunckerschen Gewerkvereine (offiziell bis 1919 Verband der deutschen Gewerkvereine, seit 1919 Teil des Gewerkschaftsrings deutscher Arbeiter-, Angestellten- und Beamtenverbände) wurden am 28. September 1868 gegründet. Sie standen auf liberaler Grundlage und konkurrierten mit den sozialistischen freien Gewerkschaften und den christlichen Gewerkschaften. Die Gewerkvereine bestanden bis zu ihrer zwangsweisen Auflösung 1933.

## Kaiserreich
Die Gewerkvereine wurden auf Anregung von Max Hirsch ab 1868. Die Musterstatuten entwarf auf einer sozialliberalen Grundlage in erster Linie Franz Duncker. Nach den beiden wurden die Organisationen bis zu ihrem Ende meist als Hirsch-Dunckersche Gewerkvereine bezeichnet.
Seit 1868 entstanden zahlreiche Vereine. Diese schlossen sich 1869 zum Verband der deutschen Gewerkvereine zusammen. Im Jahr 1869 gab es etwa 258 Vereine mit ungefähr 30.000 Mitgliedern. Die eigentliche Führung lag bei Max Hirsch. Er war bis 1905 „Verbandsanwalt“. Die Verbandszeitschrift war die bis 1933 erscheinende Wochenschrift „Der Gewerkverein“.
Ihr Ziel war es, eine Sozialreform durch Interessensausgleich und Kooperation zwischen Arbeitnehmern und Arbeitgebern durchzusetzen. Die Gewerkvereine folgten dem Vorbild der englischen Trade Unions. Schutz und Förderung der Rechte und Interessen ihrer Mitglieder sollten auf gesetzlichem Wege erfolgen. Dazu diente der Aufbau von Selbsthilfeorganisationen wie Kranken-, Invaliden-, Begräbnis- und Altersunterstützungsvereinen. Politisch standen die Gewerkvereine der linksliberalen Deutschen Fortschrittspartei nahe, wenngleich sich deren Mitglieder mehrheitlich gegen sozialreformerische Impulse verwehrten. Deshalb fand Hirsch in der Fortschrittspartei für seine Gewerkschaften noch weniger Unterstützung als Hermann Schulze-Delitzsch seinerzeit für seine Genossenschaften.
Trotz der Überzeugung, dass Arbeitnehmer und Arbeitgeber dieselben Interessen hätten, waren die Gewerkvereine keine wirtschaftsfriedlichen Verbände. Bereits Ende 1869 kam es zu einem ersten Bergarbeiterstreik im Waldenburger Bergland (niederschlesisches Steinkohlenrevier). Der Waldenburger Bergarbeiterstreik dauerte acht Wochen und endete erfolglos. Die Niederlage hat die Gewerkvereine schwer belastet. In der Folge bauten die Vereine vor allem das Unterstützungswesen aus. Erste Tarifverträge schloss 1906 in Königsberg (Preußen) der Gewerkverein der Heimarbeiterinnen ab.
Gegenüber den freien und christlichen Gewerkschaften gerieten die Gewerkvereine ins Hintertreffen. Im Jahr 1910 auf dem Höhepunkt ihrer Entwicklung hatten die Gewerkvereine nur 122.000 Mitglieder, während die Freien Gewerkschaften über 2,5 Millionen Mitglieder hatten.
Insbesondere nach der Jahrhundertwende beteiligten sich die Gewerkvereine an mehreren größeren Arbeitskämpfen. So nahmen sie am Bergarbeiterstreik von 1905 sowie am Bergarbeiterstreik von 1912 teil.
Im Jahr 1907 gaben sich die Vereine ein neues Programm. Dieses enthielt neben sozialpolitischen Forderungen den Grundsatz der parteipolitischen und religiösen Neutralität. An der grundsätzlichen Nähe zum Linksliberalismus, der sich 1893 organisatorisch in die Freisinnige Volkspartei und die Freisinnige Vereinigung aufgespalten hatte, änderte sich jedoch nichts. Allerdings unternahmen die Linksliberalen, seit 1910 organisatorisch wiedervereinigt in der Fortschrittlichen Volkspartei, ihrerseits 1912 den Versuch, alle Arbeitnehmer unter ihren Anhängern im Reichsverein liberaler Arbeiter und Angestellter zusammenzufassen. Diese Bestrebungen waren jedoch wenig erfolgreich, nach einem Jahr zählte der Verein lediglich etwa 3.400 Mitglieder.
Der Gewerkverein der deutschen Frauen und Mädchen war die Frauenorganisation der Gewerkvereine. Er wurde 1902 gegründet und hatte 1919 25 Ortsgruppen. Zweck war „die Hebung der wirtschaftlichen Lage der arbeitenden Frauen und Mädchen, ohne sich in politischer oder in kirchlicher Beziehung zu betätigen“.

## Weimarer Republik
Nach der Novemberrevolution schlossen sich die Gewerkvereine zunächst zusammen mit den christlichen Gewerkschaften im DGB zusammen. Im November 1919 verließen sie die Dachorganisation wieder. Ein Jahr später gründeten sie den Gewerkschaftsring deutscher Arbeiter-, Angestellten- und Beamtenverbände. Neben den Arbeitergewerkschaften der Hirsch-Dunckerschen Gewerkvereine gehörte dazu auch der Gewerkschaftsbund der Angestellten als Zusammenschluss von Angestelltenverbänden und der Ring Deutscher Beamtenverbände als Dachorganisation für Beamtenverbände.
Die Gewerkvereine lehnten die Novemberrevolution als solche ab, haben allerdings das Novemberabkommen, die ZAG, die Wahl zur Nationalversammlung und die Republik unterstützt. Während des Kapp-Putsches standen sie im Lager der Verteidiger der Demokratie. Den Klassenkampf lehnten die zusammengeschlossenen Organisationen als undemokratisch und ungewerkschaftlich ab. Der Streik wurde zwar als letztes gewerkschaftliches Mittel anerkannt, aber in der Praxis hat man der Verhandlungslösung den Vorzug gegeben. Dazu trugen einerseits die Programmatik, andererseits die Schwäche der Organisation bei.
Nach der Novemberrevolution konnten die Vereine neue Mitglieder gewinnen. Sie blieben mit 225.000 Mitgliedern kleinste Gewerkschaft der 1920er-Jahre. Die Organisation stand fest hinter der Weimarer Republik, hatte aber nur geringen Einfluss. Bis 1931 sank die Mitgliederzahl auf etwa 149.000 ab. Die Vereine standen anfangs der Deutschen Demokratischen Partei (DDP) nahe. Als ihr Vorsitzender Anton Erkelenz 1930 aus der Partei aus- und in die Sozialdemokratische Partei Deutschlands (SPD) eintrat, war das auch ein Symbol für den schwächer werdenden deutschen Liberalismus. Mit dem Niedergang der DDP am Ende der Republik kam es zu Annäherungen an den ADGB und die SPD. Am 2. Mai 1933 waren auch die Hirsch-Dunckerschen Gewerkvereine Opfer der Zerschlagung der Gewerkschaften. Ihr Vermögen wurde in die neu gegründete Deutsche Arbeitsfront (DAF) übernommen.